# Cratilla
Cratilla es un género de la familia Libellulidae. Incluye dos especiesː
- Cratilla lineata (Brauer, 1878)
- Cratilla metallica (Brauer, 1878)

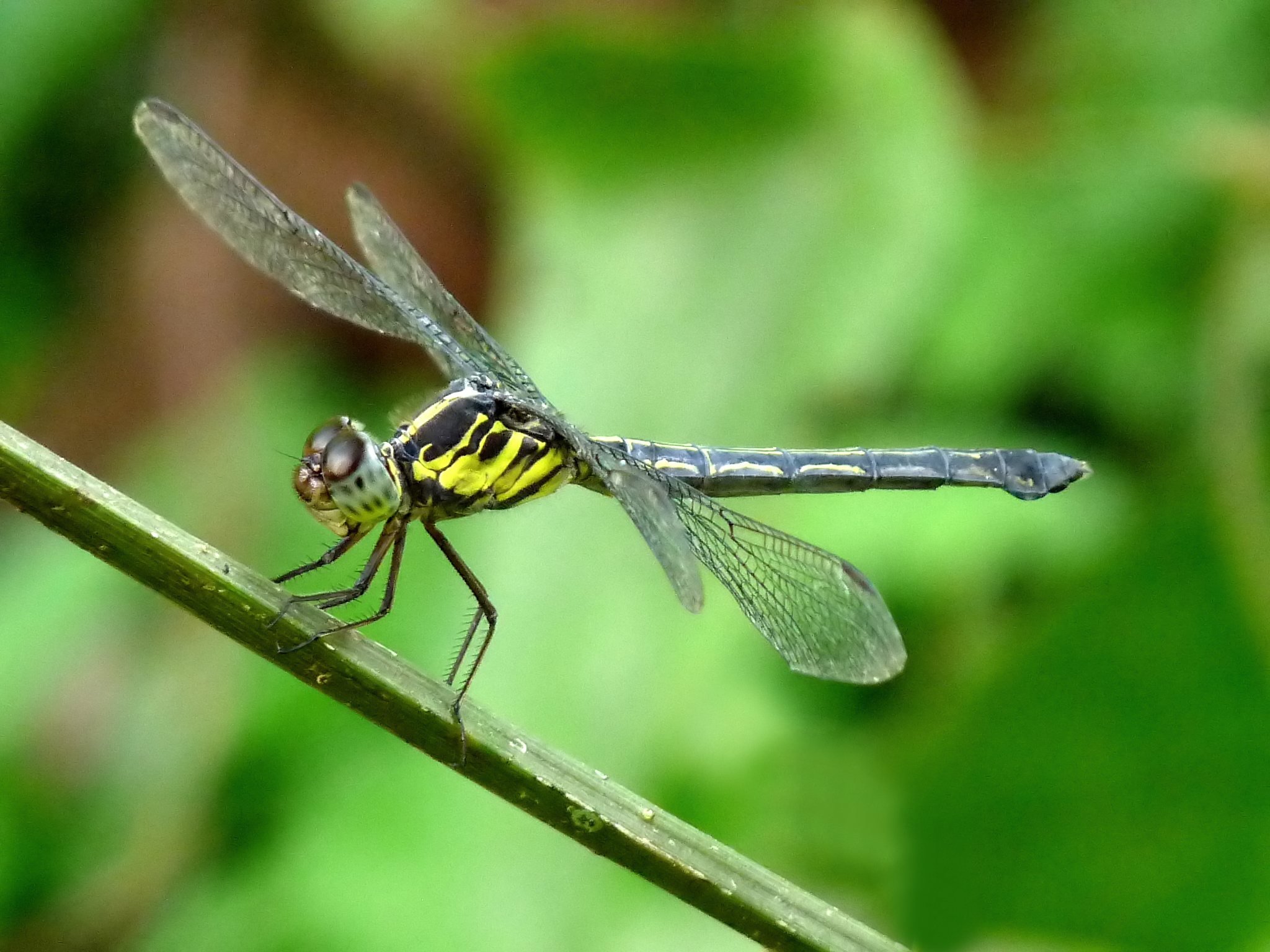
Cratilla lineata hembra
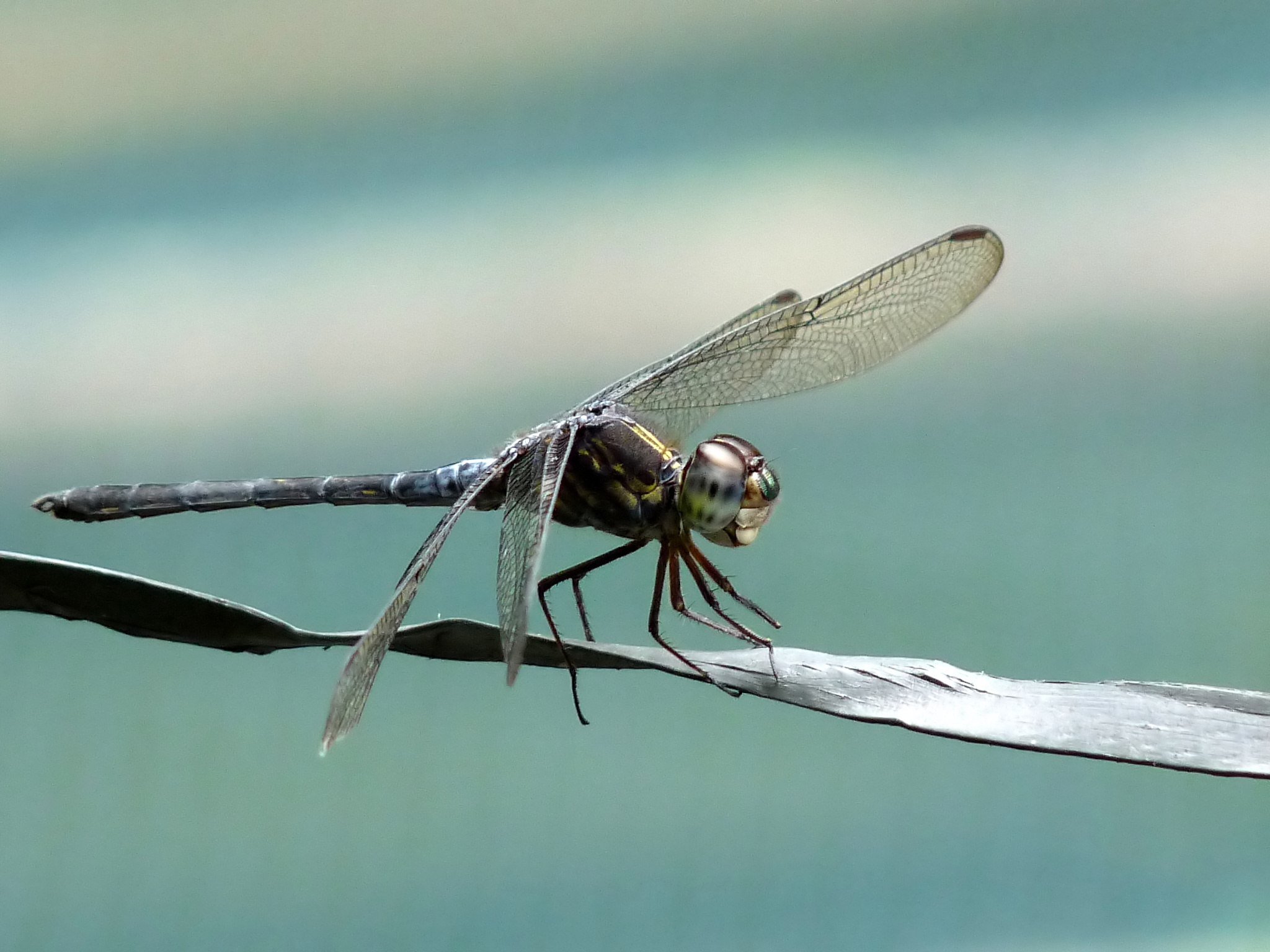
Cratilla lineata macho